# Cairnburgh Castle
Cairnburgh Castle ist eine Burgruine auf den Inseln Cairn na Burgh Mòr und Cairn na Burgh Beag, die zu den nördlichen Treshnish Isles an der Mündung des Loch Tuath auf der Isle of Mull in der schottischen Council Area Argyll and Bute gehören. The Changing Scottish Landscape, 1500–1800 von 1991 charakterisiert sie als „eine der abgelegensten Festungsanlagen in Großbritannien (...) [und] eine der eigenartigsten“.

## Aufbau
Ungewöhnlicherweise erstreckte sich die Burg über beide Inseln. Auf Cairn na Burgh Mòr liegen ein Kasernenblock, eine Kapelle, der Hof und ein Wachhaus, während auf der kleineren Insel Cairn na Burgh Beag ein weiteres Wachhaus und ein Brunnen liegen.

## Geschichte

### 13. Jahrhundert
Die Burg, deren Geschichte wohl als Wikingerfestung namens „Kiarnaborg“ begann, war seit ihrer ersten urkundlichen Erwähnung 1249 in den Händen verschiedener Herren. Sie ist in der Hákonar saga Hákonarsonar des 13. Jahrhunderts als Eigentum eines Inselkönigs der Familie von Somerled erwähnt, von dem sie der schottische König Alexander III. einforderte. Der ‘’Gazetteer for Scotland’’ berichtet, dass der Besitzer der Burg mindestens von 1249 bis 1269 der Clan MacDougall war, Abkömmlinge von Somerled und seinem Sohn Dubgall. Als der Clan MacDougall in den schottischen Unabhängigkeitskriegen John Balliol gegen Robert the Bruce unterstützte, hatten sie die Burg an die Krone verwirkt. Zunächst besaß der Clan MacDonald die Burg, dann fiel sie an den Clan MacLean.

### 16. Jahrhundert
In der Zeit, in der die Burg dem Clan MacLean gehörte, wurden dort verschiedene Konflikte ausgetragen, aber durch die Klippen, die sie umgaben, war sie sehr gut zu verteidigen. 1504 wurde sie von den Truppen König Jakobs IV. belagert, als die MacLeans zusammen mit Domhnall Dubh, dem Chef des Clan MacDonald, rebellierten.

### 17. Jahrhundert
1647 wurde Cairnburgh Castle während des Krieges der drei Königreiche kurzzeitig von den Truppen General David Leslies eingenommen. In der darauffolgenden Dekade wurde es von Oliver Cromwells New Model Army angezündet. Der Brand wird für den Verlust einer Reihe von Manuskripten verantwortlich gemacht, die nach dem Gesetz zur Zerstörung der „Monumente der Abgötterei“ 1561 aus Sicherheitsgründen von Iona auf die Burg gebracht worden waren. 1679 widerstand Cairnburgh Castle einem Angriff der Campbells, fiel aber nach einem weiteren 1692.

### 18. Jahrhundert
Zweimal während der Jakobitenaufstände, 1715 und 1745, nutzte die Regierung Cairnsburgh Castle zur Unterbringung von Truppen. 1759 wurde auf der Burg die Schriftstellerin Isabella Kelly geboren.